# Эу (коммуна)
Эу́ (фр. Eoux, окс. Èus) — коммуна во Франции, находится в регионе Юг — Пиренеи. Департамент — Верхняя Гаронна. Входит в состав кантона Ориньяк. Округ коммуны — Сен-Годенс.
Код INSEE коммуны — 31168.

## География

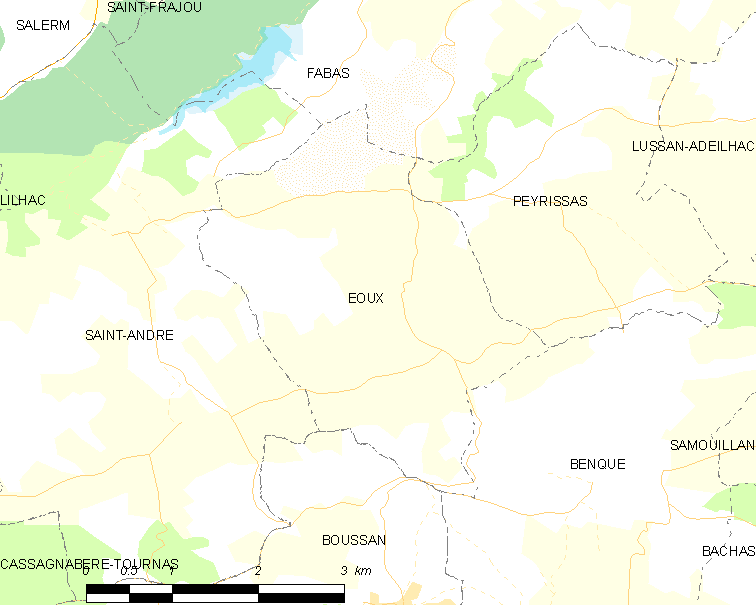
Карта коммуны

Коммуна расположена приблизительно в 630 км к югу от Парижа, в 60 км к юго-западу от Тулузы.

## Климат
Климат умеренно-океанический. Зима мягкая и снежная, весна характеризуется сильными дождями и грозами, лето сухое и жаркое, осень солнечная. Преобладают сильные юго-восточные и северо-западные ветры.

## Население
Население коммуны на 2010 год составляло 119 человек.
| 1962 | 1968 | 1975 | 1982 | 1990 | 1999 | 2010 |
| ---- | ---- | ---- | ---- | ---- | ---- | ---- |
| 188  | 185  | 156  | 154  | 130  | 121  | 119  |

## Экономика
В 2010 году среди 61 человека трудоспособного возраста (15—64 лет) 46 были экономически активными, 15 — неактивными (показатель активности — 75,4 %, в 1999 году было 68,2 %). Из 46 активных жителей работали 44 человека (27 мужчин и 17 женщин), безработных было 2 (1 мужчина и 1 женщина). Среди 15 неактивных 3 человека были учениками или студентами, 7 — пенсионерами, 5 были неактивными по другим причинам.

## Достопримечательности
- Церковь Сен-Жермье (XIV век). Исторический памятник с 1974 года[4]